# Stoneground
Stoneground fue una banda de rock formada en 1970 en Concord, California. Originalmente un trío, Stoneground se expandió a una banda de 10 miembros en 1971, fecha de su álbum de debut. El grupo apareció en dos películas, Medicine Ball Caravan (1971) y Drácula A.D. 1972 (1972) y publicó tres álbumes antes de que el cantante Sal Valentino la dejara en 1973. Tres otros miembros de banda—Cory Lerios, Steve Price y David Jenkins— la dejaron para formar el grupo de pop Pablo Cruise. Stoneground continuó hasta 1982, con Tim Barnes y Annie Sampson como únicos miembros fundadores de la banda. Barnes y Price volvieron a lanzar Stoneground en 2003 y publicaron un álbum de estudio el año siguiente.

## Historia
Stoneground fue formado en 1968 en el suburbio de Concord en San Francisco, California. La formación original constó de Tim Barnes (guitarras, vocales), Craig Randall (bajo, vocales) y Mike Mau (batería). El mánager de la banda y ejecutivo de Autumn Records, Tom Donahue introdujo en la banda al exmiembro de los Beau Brummels y cantante Sal Valentino y a John Blakely (guitarras, bajo). También se incorporaron cuatro vocalistas femeninas: Annie Sampson, Lynne Hughes, Lydia Phillips, y Deirdre LaPorte. Mientras actuaban por América y Europa, la banda añadió otro nuevo miembro, el bajista y teclista Pete Sears,  que más tarde formó parte de Jefferson Starship y Hot Tuna.
Su álbum de debut, titulado también Stoneground, publicado en 1971, presentó a siete cantantes solistas diferentes en las diez pistas del álbum. El álbum fue producido por Tom Donahue, con Sal Valentino como asistente en algunos temas. El periodista musical Robert Christgau dijo que el álbum era "ciertamente el mejor de Sal Valentino desde que grababa con Autumn".
Durante este periodo de giras, Stoneground fue una "banda itinerante" para la Medicine Ball Caravan una iniciativa de Warner Bros. para promover la banda y capitalizar el éxito de las películas de concierto como Woodstock. La película Medicine Ball Caravan documentó una gira de más de 8.000 millas de viaje por el país, por 154 personas, en una "caravana hippie" de autobuses, camiones y grupos musicales. Fue dirigida por François Reichenbach—con Martin Scorsese como productor asociado—y estrenada en 1971. Tres canciones de Stoneground aparecen en la banda sonora original, la cual también contiene canciones interpretadas por Alice Cooper, B.B. King, Delaney & Bonnie, Doug Kershaw y The Youngbloods.
Pete Sears dejó la banda y regresó a Inglaterra para grabar en el álbum clásico de Rod Stewart "Every Picture Tells a Story" y más tarde regresó a los EE. UU. con Long John Baldry. Cory Lerios (teclados, vocales) y Steve Price (batería) se unieron a la banda con anterioridad al registro de su segundo álbum, el doble LP, Family Album, publicado en 1971. Billboard describió la música como "infecciosamente apasionante y ... coloreada por un sentimiento maravillosamente iluminado", y alabó la interpretación como vocalista de Lynne Hughes en "Passion Flower", lo más cercano a un hit que Stoneground nunca tuvo. La canción fue también incluida en el álbum, Fillmore: The Last Days, de 1972, un álbum triple en vivo que hacía la crónica de la serie final de conciertos que organizó el promotor de conciertos del rock Bill Graham en el Fillmore West de San Francisco, que cerró el 4 de julio de 1971. En 1972, la banda publicó su tercer álbum, Stoneground 3. También aparecieron en la película de Estudios Hammer de aquel año, Drácula A.D. 1972, protagonizada por Christopher Lee y Peter Cushing.
En 1973 Warner Bros rescindió su contrato con la banda debido a sus ventas decepcionantes y a que las tensiones dentro del grupo habían aumentado después de tres años de giras constantes. La formación original tocó un concierto final el 6 de enero de 1973 en el Sacramento Auditorium. El concierto fue publicado como álbum, The Last Dance: Live January 6, 1973, por Dig Music en 2001. A pocas semanas del concierto, Sal Valentino dejó el grupo 
y volvió a juntar a los Beau Brummels por un breve periodo. Otros tres miembros—Lerios, Price y David Jenkins—dejaron la banda para formar el grupo de pop Pablo Cruise. Tim Barnes dirigió Stoneground otros diez años, junto con la miembro original Annie Sampson y la cantante Jo Baker, quién se unió a la banda en 1974. Otros miembros eran Terry Davis (guitarras, vocales), Fred Webb (teclados, vocales) y Sammy Piazza (batería). La banda publicó tres álbumes durante este periodo: Flat Out (1976), Hearts of Stone (1978), y Play It Loud (1980). En 1982, Stoneground publicó "Bad Machines and Limousines", un E.P. con el antiguo miembro de la banda Pete Sears apareciendo como invitado en los teclados.En 2004, un reformado Stoneground—presentando a Barnes y Price—publicó el álbum Back with a Vengeance.

## Discografía

### Álbumes
| Año  | Álbum                                                   |
| ---- | ------------------------------------------------------- |
| 1971 | Stoneground - Label: Warner Bros. Records               |
| 1971 | Family Album - Label: Warner Bros. Records              |
| 1972 | Stoneground 3 - Label: Warner Bros. Records             |
| 1976 | Flat Out - Label: Flat Out Records                      |
| 1978 | Hearts of Stone - Label: Warner Bros. Records           |
| 1980 | Play It Loud - Label: Crystal Clear Records             |
| 2001 | The Last Dance: Live January 6, 1973 - Label: Dig Music |
| 2004 | Back with a Vengeance - Label: Exploding Star Music     |

### EP
| Año  | Álbum                                             |
| ---- | ------------------------------------------------- |
| 1982 | Bad Machines and Limousines - Label: Line Records |

### Singles
| Año  | Canción                                                                                        |
| ---- | ---------------------------------------------------------------------------------------------- |
| 1971 | "Queen Sweet Dreams" - B-side: "Total Destruction" - Label: Warner Bros. (#7452)               |
| 1971 | "Looking For You" - B-side: "Added Attraction (Come And See Me)" - Label: Warner Bros. (#7496) |
| 1971 | "You Must Be One Of Us" - B-side: "Corrina, Corrina" - Label: Warner Bros. (#7535)             |
| 1972 | "Passion Flower" - B-side: "Super Clown" - Label: Warner Bros. (#7546)                         |
| 1978 | "Prove It" - B-side: "Prove It" (mono) - Label: Warner Bros. (#8676)                           |